# Try Sleeping with a Broken Heart
Try Sleeping with a Broken Heart – (pl. Spróbuj zasnąć ze złamanym sercem) - drugi singel promujący (trzeci w Wielkiej Brytanii), czwarty studyjny album wokalistki, "The Element of Freedom"(2009). Kompozycja dostała bardzo dobre oceny od profesjonalnych krytyków muzycznych i została uznana za najlepszy utwór na albumie. Piosenka uplasowała się na #99 pozycji, 100 najlepiej notowanych utworów roku 2009, na amerykańskim notowaniu Billboard Hot 100.

## Kompozycja i styl
"Try Sleeping with a Broken Heart" to utwór downtempo napisane przez Keys, Reynolds i Jeff Bhasker w tonacji F-dur (pesante) z podpisem czasu i tempem z 89 uderzeniami na minutę. Łączy elementy R & B, 1980 moc ballady i Synthpop. Wokalnie, rozciąga się od E3 do D5. Keys podczas wywiadu dla magazynu "The Sun" powiedziała :.. "Uwielbiam tę piosenkę. Jestem podekscytowany, bo ten utwór jest właściwie sposobem, który pcha wszystko do przodu. Pokazuje, gdzie tak naprawdę jestem obecnie. Mogę ją grać z tonami muzycznymi za mną lub tylko i wyłącznie na pianinie. Jestem bardzo zadowolona z tego nagrania.

## Lista utworów
German CD & UK digital download
1. Try Sleeping with a Broken Heart- 4:08
2. Lover Man - 3:16

iTunes Digital EP
1. Try Sleeping with a Broken Heart" - 4:08
2. Lover Man" - 3:16
3. Try Sleeping with a Broken Heart" (Music Video) - 4:39

## Pozycje na listach
| Lista przebojów (2009)                 | Najwyższa pozycja |
| -------------------------------------- | ----------------- |
| Norwegia (VG-Lista)                    | 2                 |
| Polska (ZPAV)                          | 17                |
| Lista przebojów (2010)                 | Najwyższa pozycja |
| Austria (Media Control AG)             | 59                |
| Belgia (Flamandia Ultratop)            | 62                |
| Belgia (Wallonia Ultratop)             | 58                |
| Brazylia (Billboard)                   | 9                 |
| Bułgaria (DBS)                         | 13                |
| Dania (Tracklisten)                    | 5                 |
| Europa (Official Top 100)              | 14                |
| Holandia (Veronica)                    | 21                |
| Irlandia (IRMA)                        | 22                |
| Kanada (Billboard)                     | 38                |
| Niemcy (Media Control AG)              | 33                |
| Nowa Zelandia (RIANZ)                  | 12                |
| Słowacja (IFPI)                        | 10                |
| Szwajcaria (Media Control AG)          | 21                |
| Szwecja (Sverigetopplistan)            | 10                |
| Tajwan (Official Top 10)               | 6                 |
| Wielka Brytania (The Official Company) | 29                |
| U.S.A (Billboard))                     | 10                |
| Airplay Official Top 100               | 18                |
| Web Top 100                            | 11                |
| World Official Top 100 Songs           | 23                |